# Hovedbanen
La Hovedbanen (Ferrovia principale in lingua norvegese) fu la prima linea ferroviaria costruita in territorio norvegese; inaugurata il 1º settembre 1854 era a semplice binario e aveva la lunghezza di 68 chilometri.

## Storia
Costruita dall'ingegnere inglese Robert Stephenson, la linea fu aperta il 1º settembre 1854 dalla Ferrovia principale norvegese (In lingua norvegese: Norsk Hoved-Jernbane), contribuendo a collegare Oslo, grazie ai battelli a vapore sul lago Mjøsa, alla città di Lillehammer, a 180 km dalla capitale.
La linea fu raddoppiata nel 1902 ed elettrificata in due sezioni, nel 1927 e nel 1953.